# Чемпионат Европы по волейболу среди мужчин 1991
17-й Чемпионат Европы по волейболу среди мужчин прошёл с 7 по 15 сентября 1991 года в трёх городах Германии с участием 12 национальных сборных команд. Чемпионский титул в 12-й раз в своей истории выиграла сборная СССР.

## Команды-участницы
Германия — страна-организатор;
Италия, Швеция, Нидерланды — по итогам чемпионата Европы 1989 года;
СССР, Франция, Греция, Югославия, Чехословакия, Финляндия, Болгария, Польша — по итогам квалификации.

## Система проведения чемпионата
12 финалистов чемпионата Европы на предварительном этапе были разбиты на две группы. По две лучшие команды из групп стали участниками плей-офф за 1—4-е места. Итоговые 5—8-е и 9—12-е места также по системе плей-офф разыграли команды, занявшие в группах соответственно 3—4-е и 5—6-е места.

## Города
Соревнования прошли в трёх городах Германии — Берлине, Карлсруэ и Гамбурге.
- Берлин.

В берлинском «Sporthalle Charlottenburg» прошли матчи плей-офф чемпионата.
- Карлсруэ.

В Карлсруэ прошли матчи группы «А» предварительного этапа чемпионата.
- Гамбург.

В Гамбурге прошли матчи группы «B» предварительного этапа чемпионата.

## Предварительный этап

### Группа А
Карлсруэ
| М | Команда   | 1   | 2   | 3   | 4   | 5   | 6   | И | В | П | С/П   | О  |
| - | --------- | --- | --- | --- | --- | --- | --- | - | - | - | ----- | -- |
| 1 | СССР      |     | 3:0 | 3:0 | 3:0 | 3:0 | 3:1 | 5 | 5 | 0 | 15:1  | 10 |
| 2 | Германия  | 0:3 |     | 2:3 | 3:1 | 3:1 | 3:0 | 5 | 3 | 2 | 11:8  | 8  |
| 3 | Польша    | 0:3 | 3:2 |     | 3:2 | 3:1 | 1:3 | 5 | 3 | 2 | 10:11 | 8  |
| 4 | Финляндия | 0:3 | 1:3 | 2:3 |     | 3:2 | 3:2 | 5 | 2 | 3 | 9:13  | 7  |
| 5 | Швеция    | 0:3 | 1:3 | 1:3 | 2:3 |     | 3:0 | 5 | 1 | 4 | 7:12  | 6  |
| 6 | Греция    | 1:3 | 0:3 | 3:1 | 2:3 | 0:3 |     | 5 | 1 | 4 | 6:13  | 6  |

7 сентября: Германия — Финляндия 3:1 (8:15, 15:6, 15:3, 15:10); СССР — Швеция 3:0 (15:5, 15:13, 15:13); Греция — Польша 3:1 (7:15, 15:9, 15:8, 15:11).
8 сентября: Германия — Швеция 3:1 (12:15, 15:9, 17:15, 15:12); СССР — Польша 3:0 (16:14, 15:11, 15:6); Финляндия — Греция 3:2 (13:15, 15:11, 8:15, 15:13, 15:13).
9 сентября: Польша — Швеция 3:1 (15:8, 9:15, 17:16, 15:6); Германия — Греция 3:0 (15:7, 15:4, 15:5); СССР — Финляндия 3:0 (15:12, 15:7, 15:11).
11 сентября: Польша — Германия 3:2 (10:15, 15:7, 16:14, 10:15, 17:15); Финляндия — Швеция 3:2 (12:15, 6:15, 15:11, 15:8, 16:14); СССР — Греция 3:1 (10:15, 15:9, 15:2, 15:6).
12 сентября: Польша — Финляндия 3:2 (15:9, 15:11, 9:15, 15:17, 15:10); Швеция — Греция 3:0 (16:14, 15:7, 15:7); СССР — Германия 3:0 (15:13, 15:11, 15:13).

### Группа В
Гамбург
| М | Команда      | 1   | 2   | 3   | 4   | 5   | 6   | И | В | П | С/П   | О  |
| - | ------------ | --- | --- | --- | --- | --- | --- | - | - | - | ----- | -- |
| 1 | Италия       |     | 3:0 | 3:2 | 3:1 | 3:0 | 3:0 | 5 | 5 | 0 | 15:3  | 10 |
| 2 | Нидерланды   | 0:3 |     | 3:1 | 3:2 | 3:0 | 3:0 | 5 | 4 | 1 | 12:6  | 9  |
| 3 | Болгария     | 2:3 | 1:3 |     | 3:1 | 1:3 | 3:0 | 5 | 2 | 3 | 10:10 | 7  |
| 4 | Югославия    | 1:3 | 2:3 | 1:3 |     | 3:1 | 3:1 | 5 | 2 | 3 | 10:11 | 7  |
| 5 | Франция      | 0:3 | 0:3 | 3:1 | 1:3 |     | 3:0 | 5 | 2 | 3 | 7:10  | 7  |
| 6 | Чехословакия | 0:3 | 0:3 | 0:3 | 1:3 | 0:3 |     | 5 | 0 | 5 | 1:15  | 5  |

7 сентября: Италия — Нидерланды 3:0 (15:8, 15:6, 15:8); Болгария — Югославия 3:1 (14:16, 17:15, 17:16, 15:13); Франция — Чехословакия 3:0 (17:16, 15:13, 15:12).
8 сентября: Италия — Франция 3:0 (15:4, 15:6, 15:6); Нидерланды — Югославия 3:2 (9:15, 8:15, 15:7, 15:13, 15:9); Болгария — Чехословакия 3:0 (17:16, 15:7, 15:8).
9 сентября: Нидерланды — Болгария 3:1 (7:15, 15:8, 15:7, 15:10); Италия — Чехословакия 3:0 (15:11, 15:4, 15:12); Югославия — Франция 3:1 (15:8, 15:9, 9:15, 15:11).
11 сентября: Италия — Югославия 3:1 (15:17, 15:6, 17:15, 15:10); Франция — Болгария 3:1 (16:14, 15:11, 14:16, 15:11); Нидерланды — Чехословакия 3:0 (15:11, 15:6, 15:9).
12 сентября: Нидерланды — Франция 3:0 (15:4, 15:1, 15:6); Италия — Болгария 3:2 (7:15, 7:15, 15:12, 15:10, 15:13); Югославия — Чехословакия 3:1 (15:13, 7:15, 15:10, 15:6).

## Плей-офф
Берлин

### Полуфинал за 1—4 места
14 сентября
Италия — Германия 3:1 (15:12, 15:4, 11:15, 15:6)
СССР — Нидерланды 3:0 (15:8, 15:8, 15:8)

### Полуфинал за 5—8 места
14 сентября
Югославия — Польша 3:1 (6:15, 16:14, 16:14, 15:3)
Болгария — Финляндия 3:0 (16:14, 15:4, 17:15)

### Полуфинал за 9—12 места
14 сентября
Швеция — Чехословакия 3:2 (16:14, 5:15, 7:15, 15:6, 15:11)
Франция — Греция 3:0

### Матч за 11-е место
15 сентября
Греция — Чехословакия 3:2 (13:15, 15:8, 15:6, 4:15, 15:5)

### Матч за 9-е место
15 сентября
Франция — Швеция 3:0

### Матч за 7-е место
15 сентября
Польша — Финляндия 3:1 (15:5, 15:12, 5:15, 15:12)

### Матч за 5-е место
15 сентября
Болгария — Югославия 3:1 (15:10, 4:15, 15:6, 15:9)

### Матч за 3-е место
15 сентября
Нидерланды — Германия 3:0 (15:11, 15:9, 15:1)

### Финал
15 сентября
СССР — Италия 3:0 (15:11, 17:16, 15:9)

## Итоги

### Положение команд
| СССР         | 7. Польша        |
| Италия       | 8. Финляндия     |
| Нидерланды   | 9. Франция       |
| 4. Германия  | 10. Швеция       |
| 5. Болгария  | 11. Греция       |
| 6. Югославия | 12. Чехословакия |

### Медалисты
СССР: Игорь Рунов, Андрей Кузнецов, Юрий Чередник, Евгений Красильников, Дмитрий Фомин, Олег Шатунов, Руслан Олихвер, Александр Шадчин, Юрий Сапега, Константин Ушаков, Сергей Горбунов, Юрий Коровянский. Главный тренер — Вячеслав Платонов.
  Италия: Лоренцо Бернарди, Клаудио Галли, Андреа Гардини, Андреа Джани, Фердинандо Ди Джорджи, Андреа Дзордзи, Лука Кантагалли, Андреа Луккетта, Стефано Маргутти, Марко Мартинелли, Роберто Маскьярелли, Паоло Тофоли. Главный тренер — Хулио Веласко.
  Нидерланды: Авитал Селинджер, Хенк-Ян Хелд, Эдвин Бенне, Рон Будри, Мартин ван дер Хорст, Рон Зверфер, Марко Клок, Олоф ван дер Мелен, Рональд Зодсма, Мартин Теффер, Петер Бланже, Ян Постума. Главный тренер — Харри Броккинг.

### MVP
MVP — Дмитрий Фомин.